# لوسیانا
لوسیانا (به ایتالیایی: Lusiana) یک کومونه در ایتالیا است که در استان ویچنزا واقع شده‌است.

## خصوصیات
لوسیانا ۳۴ کیلومترمربع مساحت و ۲٬۸۳۳ نفر جمعیت دارد و ۷۵۲ متر بالاتر از سطح دریا واقع شده‌است.